# Silnice II/270
Silnice II/270 je silnice II. třídy v severní části České republiky, v okresech Česká Lípa a Liberec patřících do Libereckého kraje.

## Vedení silnice

### Okres Liberec
- Silnice vede od hranic se Saskem, od přechodu u obce Lückendorf v Lužických horách. Tam se napojuje na saskou silnici S132.
- Od českých hranic vede na jih přes Petrovice
- Dále na jih přes Jablonné v Podještědí , kde se kříží s evropskou silnicí E442.

### Okres Česká Lípa

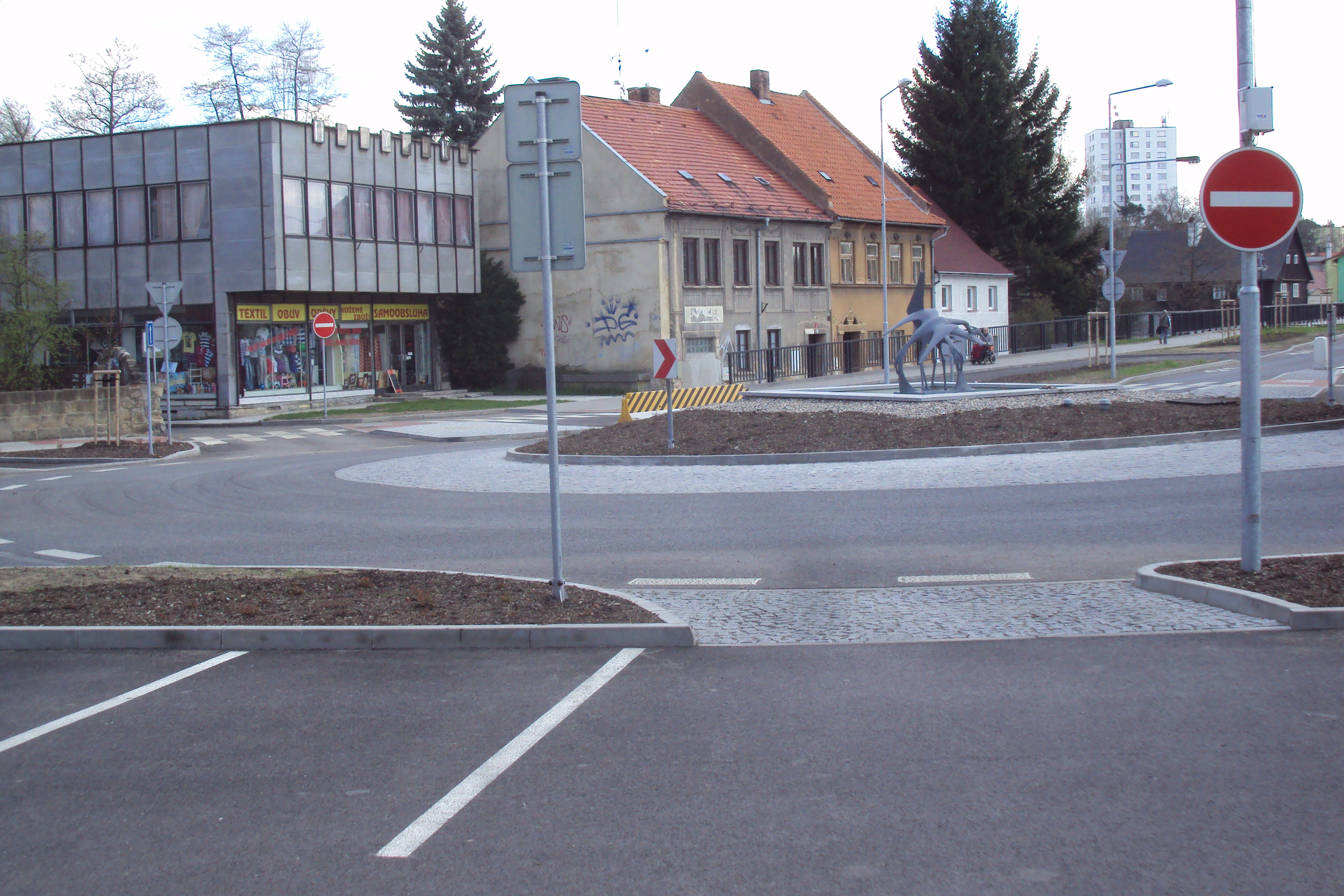
Silnice 270 přes kruhovou křižovatku na náměstí Čsl.armády v Mimoni

- Pokračuje k jihu, u města Stráž pod Ralskem se kříží se silnicí II/278.
- Pokračuje na jih do Mimoně, zprvu čtvrtí Letná jako Žitavská ulice, sestupuje do středu města jako Žitavská ulice, na Kozinově náměstí s novou kruhovou křižovatkou se spojuje s silnicí II/268, společně protínají hlavní mimoňské náměstí 1.máje, Panskou ulicí vedou na další novou kruhovou křižovatku na náměstí Čsl. armády, kde se rozpojují.
- Dále vede na jih přes Hradčany, patřící do města Ralsko
- Dále k JZ do Doks u Máchova jezera, kde se kříží se silnicí 38 od České Lípy
- Pokračuje přes vesnici Zbyny (část Doks) a obec Vrchovany
- Severně od Dubé u Nového Berštejna, kde končí na hlavní silnici E9 vedoucí z Prahy na sever.